# Habitatge al carrer de les Capelles, 50 (Tremp)
L'Habitatge al carrer de les Capelles, 50 és un edifici de Tremp (Pallars Jussà) protegit com a Bé Cultural d'Interès Local.

## Descripció
Es tracta d'un edifici entre mitgeres situat al carrer Capelles. L'edifici consta d'una construcció molt austera quant a la composició i disseny, només trencada per l'emplaçament de la barana d'obra que tanca el terrat, composta per petites pilastres amb el fust estriat. La façana compta amb tres plafons de ceràmica vidriada, un a la planta baixa i dos al primer pis.